# Węgorzyno
Węgorzyno (Duits: Wangerin) is een stad in het Poolse woiwodschap West-Pommeren, gelegen in de powiat Łobez. De oppervlakte bedraagt 6,82 km², het inwonertal 3031 (2005).

## Verkeer en vervoer
- Station Węgorzyno